# 迪士尼無限世界3.0
《迪士尼無限世界3.0》是一款动作冒险沙盒互動實體玩具電子遊戲，由迪士尼互動工作室發行（該公司關閉前發行的最後一款遊戲），艾薇嵐奇軟體和Heavy Iron Studios開發，適用於Microsoft Windows、PlayStation 3、PlayStation 4、Wii U、Xbox 360、Xbox One和Apple TV平台。該遊戲為《迪士尼無限世界》系列的第三部也是最後一部，以《星際大戰》為主題，而非前作主打的漫威角色。
《迪士尼無限世界3.0》消息2015年5月5日對外宣布，2015年8月28日在歐洲發售，北美在2015年8月30日發售。

## 發行
《迪士尼無限世界3.0》2015年8月28日在歐洲發售，2015年8月30日在北美發售。入門包在遊戲上市時發布，其中包括遊戲光碟、安納金·天行者和亞蘇卡·譚諾人偶、一套玩具套裝（共和國黃昏）、一張網絡卡和迪士尼無限世界底座。該遊戲還供數位下載版本。《迪士尼無限世界3.0》在歐洲發售時僅含有遊戲光碟，不包含入門包中包含的人偶、網絡卡和迪士尼無限世界底座。
與前兩款遊戲中使用盲包相反，用於解鎖遊戲中額外內容的能量光碟包（Power Disc Pack）不再以盲包形式出售。反之，能量光碟改以可識別的包裝形式發售。
迪士尼2015年D23博覽會上贈送了一張《王國之心》版米老鼠的特殊能量光碟。雖然該能量光碟是世博會獨家產品，不在一般商店出售，但這並不影響玩家在遊戲內達成100%完成度的機會。

## 備註
1. ↑  忍者理論、Studio Gobo、Sumo Digital和United Front Games亦貢獻了額外製作。

## 外部連結
- 官方网站